# Delegación de Asociaciones Israelitas Argentinas
La Delegación de Asociaciones Israelitas Argentinas o DAIA es una ONG a la que están adheridas 140 instituciones de judíos en Argentina. Su misión es luchar contra toda expresión de antisemitismo, de discriminación, racismo y xenofobia, preservar los derechos humanos, promover el diálogo interreligioso y la convivencia armónica entre todos los ciudadanos, en un marco de respeto a las diferencias, así como denunciar el terrorismo internacional, velando por la seguridad de las instituciones e integrantes de la comunidad judía argentina.
La DAIA se desempeñó activamente en el esclarecimiento del atentado a la AMIA el 18 de julio de 1994, realizando reuniones representando a los judíos argentinos en el marco del diálogo interreligioso, y combatiendo el antisemitismo en la Argentina, como cuando durante la última dictadura argentina de 1976-1983 el gobierno militar había excluido a los judíos de cualquier participación en cargos públicos ya sea como funcionarios o puestos de carrera en la diplomacia y tenían prohibido el ingreso a las fuerzas armadas.
Las autoridades se eligen por votación democrática de las diferentes instituciones que la conforman. Pueden emitir su voto todas las instituciones adheridas a la DAIA y sus filiales. Si la lista y sus candidatos no llegan al 60 % en la primera vuelta se realiza un balotaje.

## Definición
«La DAIA, entidad representativa política de la comunidad judía argentina, nació a la vida institucional en octubre de 1935, a partir de la iniciativa de un conjunto de entidades comunitarias, cuyos dirigentes comprendieron la necesidad de crear un organismo cuya misión fuera la de enfrentar la ominosa amenaza que se cernía a partir de la instalación del régimen nazi en Alemania y la creciente actividad de sus agentes y seguidores en nuestro país.»

La DAIA es un complejo entramado de distintas instituciones de todo tipo: culturales, deportivas, filantrópicas, educacionales, económicas, religiosas, feministas, sionistas y no sionistas.
Ella es la representación unificada de las distintas instituciones que conforman la comunidad judía argentina.
La DAIA es la representación política de las instituciones de la comunidad judía argentina. Está conformada por diferentes organizaciones con fines sociales, culturales o humanitarios de todos los colores políticos de izquierda y de derecha, centros deportivos de sefaradíes y de azquenazíes, de sectores laicos, de religiosos ortodoxos, conservadores y reformistas, de organizaciones femeninas como el Consejo Argentino de Mujeres Israelitas —que a su vez integra la Mesa Argentina de Organizaciones de Mujeres Argentinas— o la Organización Sionista Femenina Argentina: todos tienen en común el ser organizaciones que nuclean a ciudadanos argentinos judíos. Son las organizaciones más representativas por lo que la DAIA representa los intereses de la mayor parte de los judíos institucionalizados en la sociedad argentina.

## Historia
El 22 de marzo de 1933, en plena época de persecución contra los judíos en Alemania, dirigentes judíos de varias asociaciones argentinas convocaron una asamblea en el Luna Park. Allí surgió el Comité contra las Persecuciones de Judíos en Alemania. En 1934 el comité cambió su nombre por el de Comité contra el Antisemitismo. Este comité formó parte del Comité de Organización del Congreso Judío Mundial que se creó en Ginebra, Suiza en agosto de 1936, como reacción al crecimiento del nazismo y a la ola creciente de antisemitismo en Europa.
Otros grupos sionistas habían constituido otras organizaciones. En el año 1935 ambos comités decidieron unirse y conformaron lo que llamaron la Delegación de Asociaciones Israelitas Argentinas La DAIA fue creada en 1935. Al comienzo su sede estaba ubicada en el quinto piso del edificio de la AMIA en la calle Pasteur. Esta entidad constituyó la institución política más importante de la AMIA ya que la representa ante el gobierno nacional.
El objetivo de la nueva organización era construir una representación lo más amplia posible de los judíos en la Argentina y fortalecer sus vínculos de solidaridad con los argentinos no judíos.
Entre los objetivos estaba la lucha contra el antisemitismo «que atentaba contra la armonía de la familia argentina». La organización dejaba explícita la lealtad de los judíos hacia la Argentina y la abstención de toda definición política partidaria.
La DAIA estaba y está conformada por organizaciones culturales, deportivas, filantrópicas, educacionales, económicas, sionistas, religiosas y de salud pero quedaron excluidos de ella los comunistas judíos argentinos, que se negaron a participar y formaron su propio comité contra el antisemitismo y los judíos de origen no europeo o sefaradíes.
En 1947 las organizaciones judías sefaradíes se incluyeron en la DAIA.
En los años 60, cuando se descubrió que en Argentina vivían algunos jerarcas nazis como Adolf Eichmann, la DAIA desempeñó un rol fundamental aglutinando a toda la comunidad judía argentina con un objetivo en común.

### Desempeño durante el Proceso de Reorganización Nacional
La actuación de la DAIA durante la última dictadura militar argentina fue muy cuestionada en especial por los familiares de detenidos desaparecidos judíos. Los familiares no se sintieron ni bien recibidos ni escuchados.
En esa época, el rabino Marshall Meyer, fundador del Movimiento Judío por los Derechos Humanos, se enfrentó al presidente de la DAIA entre 1976 y 1980, Nehemías Resnizky, porque, en muchos casos, dirigentes de la DAIA disuadieron a los familiares de realizar habeas corpus a favor de los detenidos: el rabino consideraba que estos eran el mejor camino para proteger la vida de los mientras que los dirigentes comunitarios temían las consecuencias que los mismos pudieran tener contra el resto de la comunidad judía. Incluso cuando algún organismo estadounidense denunciaba el antisemitismo del gobierno militar la DAIA lo desautorizaba. Pero el hijo de Nehemías Resnizky fue secuestrado el 27 de julio de 1977 por un grupo de tareas y el presidente de la entidad utilizó sus contactos para rescatarlo. Esto enfureció a los familiares de otros desaparecidos por quienes la entidad no había hecho nada y el periodista Jacobo Timerman lo acusó de cómplice de la dictadura. Marshall Meyer y Herman Schiller consideraron esa acusación injusta. Meyer era partidario de la tesis de que había tenido miedo y Schiller consideraba que la DAIA no había luchado lo suficiente para ayudar a las madres de los desaparecidos, muchas de ellas miembros de la organización Madres de Plaza de Mayo, a pesar de que los dirigentes habían realizado gestiones "en privado" con el ministro Albano Harguindeguy para pedir por los judíos secuestrados por las fuerzas armadas. La DAIA logró que algunos rabinos pudieran asistir en las cárceles a los detenidos judíos a disposición del Poder Ejecutivo Nacional (PEN). La DAIA sostiene que hicieron todo lo posible por salvar gente pero el único caso que se conoce en el que tuvieron éxito es el del hijo de Nehemías Resnizky, quien fue deportado a Israel.
A principios de 1977 cuando fue secuestrada y desaparecida Alejandra Jaimovich, de 17 años, hija del dirigente comunitario Luis Jaimovich, presidente de la DAIA en la provincia de Córdoba, en Buenos Aires, Nehemías Reznisky, denunció un comunicado de la Junta Militar de corte antisemita en los diarios diciendo que «no seremos los judíos del silencio». Horas después fue secuestrado su hijo adolescente. Eso fue tomado como una amenaza y muchos creen que fue el motivo por el cual Nehemías Reznisky se silenció a partir de ese momento. Desde 1978 los familiares de desaparecidos encontraban consuelo en las palabras de Marshall Meyer en la sinagoga Comunidad Bet El, cuando recibía a madres y abuelas que no eran escuchadas por la DAIA.
La DAIA protestó ante el gobierno por la proliferación de panfletos, libros y revistas antisemitas y logró que la dictadura prohibiera la publicación de los libros nazis de las editoriales Milicia y Odal. También logró que se levantara la censura sobre la serie de televisión Holocausto.

### Desempeño durante la década de los 90
Después del atentado a la AMIA el presidente de la DAIA, Rubén Beraja, representante de la querella, mantuvo un trato muy fluido y personal con el juez Juan José Galeano. Beraja negociaba con Telleldín y se encontraba con el juez a discutir las estrategias de la investigación.
En 1996 Carlos Telleldín cobró una suma de dinero por cambiar su declaración ante el juez Galeano. Cuando esto salió a la luz, en 2006, Rubén Beraja fue procesado por el delito de "peculado" a raíz del pago ilegal de 400 mil dólares al detenido a efectos de lograr su declaración indagatoria de fecha 5 de julio de 1996 en la cual involucró a policías bonaerenses en el atentado. 
Beraja estuvo preso entre 2003 y 2005 por el caso del Banco Mayo en 1998 hasta que fue excarcelado por la Cámara Nacional de Casación Penal. 
Telleldín, quien estuvo diez años preso por haber entregado la camioneta Trafic que se usó para volar la mutual judía fue absuelto en 2004 y se graduó como abogados en prisión para pasar a ser querellante contra Beraja. La DAIA renunció a la posibilidad de presentarse como querellante en las causa contra su extitular Rubén Beraja. En 2011 comenzó el segundo juicio oral del caso AMIA en el cual el expresidente de la DAIA fue juzgado. Beraja fue sobreseído en la causa AMIA por la acusación de falso testimonio y la Cámara Federal  presidida por el juez Yejezkel Vangowert ratificó su sobreseimiento. Aunque continúa procesado por el caso del Banco Mayo. La Corte anuló la absolución de Telleldín en 2009 y ahora debe enfrentar un nuevo juicio.

### Desempeño a partir de la década del 2000
El Consejo Directivo de la DAIA resolvió, el 19 de marzo de 2001, la creación de la Comisión de Estudio y Análisis sobre el rol de la DAIA durante el Proceso Militar, integrada por investigadores, dirigentes y profesionales de
la comunidad judía, para analizar el rol de las instituciones durante el período 1976-1983. En el apartado «Actitudes y actuaciones de la DAIA durante el período 1976-1983 ante las denuncias sobre la detención y/o desaparición de judíos» habían escrito que «... la acción desarrollada por la DAIA tuvo una actitud evasiva e indiferente ante la demanda de los familiares». Esa parte del informe fue retirada por el profesor Haim Avni, fundador del Instituto Harman de Judaísmo Contemporáneo.
El informe reconoce que «los judíos secuestrados recibían un tratamiento aun más vejatorio y cruel que los demás prisioneros».
El 21 de noviembre de 2007, la DAIA presentó la investigación efectuada por el equipo del Centro de Estudios Sociales de la Delegación de Asociaciones Israelitas de Argentina (CES-Daia) en el auditorio Emilio Mignone en el Ministerio de Justicia y Derechos Humanos.
El informe incluía una carta a los familiares de desaparecidos en la que la institución se expresaba así:

«Sentimos la obligación de dirigirnos a los familiares de los judíos desaparecidos durante la última dictadura militar para hacerles saber que, de nuestro análisis autocrítico, surge que, desde esta perspectiva y más allá de la predisposición para asumir cargos de conducción comunitaria en esa época y de la dedicación de los dirigentes que tuvieron tales responsabilidades en DAIA durante la dictadura militar, tanto en relación a dichos desaparecidos, como respecto de sus familiares, la política institucional, mas allá de las buenas intenciones y de salvaciones que impidieron desapariciones, tuvo variados desaciertos.
»Lo expresado implica, particularmente, una revisión crítica del “Informe Especial Sobre Detenidos y Desaparecidos Judíos, 1976-1983”, que produjo esta entidad en 1984 por lo que este reconocimiento, si bien extemporáneo, confiamos sea considerado como respuesta a la justa “Réplica” que tal informe mereciera en aquella época.»

Las autoridades se eligen por votación democrática de las diferentes instituciones que la conforman. Pueden emitir su voto todas las instituciones adheridas a la DAIA y sus filiales. Si la lista o los candidatos no llegan al 60 % en la primera vuelta se realiza un balotaje.
El 5 de mayo de 2018 el Consejo Directivo le pidió la renuncia al Presidente Ariel Cohen Sabban por una denuncia pública formulada por la artista Esmeralda Mitre, quien alegó haber sido acosada por Cohen Sabban durante una reunión en la casa de la artista.
A fines de enero de 2019 la Asociación Mutual Israelita Argentina (AMIA) instó a la DAIA a desistir de la denuncia contra la expresidenta Cristina Fernández de Kirchner en la causa del memorándum con Irán, que nunca entró en vigencia, por temor a represalias. En 2020 la pandemia congeló las declaraciones y actividades de la DAIA y no hubo expresión en este sentido en todo el año. En 2021, Jorge Knoblovits fue reelegido como presidente de la DAIA. En 2021, la DAIA y familiares de las víctimas reclamaron anular el fallo, pidieron la revisión del sobreseimiento  de Cristina Kirchner y avanzar con el juicio de la causa que investigaba un supuesto plan de encubrimiento para los iraníes sospechados de haber volado la AMIA a través de la firma del memorándum con Irán y que fuera frenado por el tribunal. En 2023,  como consecuencia de la apelación, la Cámara de Casación apartó a los jueces que habían sobreseído a la ex presidenta y ordenó la reapertura de la causa y el juicio oral tal como la DAIA había solicitado. En 2024, la Cámara Federal de Casación dio por probado que el gobierno de Irán estuvo detrás del atentado a la AMIA. la causa contra la exmandataria por encubrimiento del atentado a la AMIA quedó abierta porque los jueces le dieron la razón a la DAIA y se realizará un juicio oral contra Cristina Kirchner. En 2024 Mauro Berenstein fue elegido presidente de la DAIA, en una elección indirecta, en la que votaron las instituciones a través de sus representantes.
La DAIA da capacitaciones, publica documentos, organiza actos de conmemoración por el ataque del 7 de octubre contra Israel por parte de Hamás, y trabaja en colaboración con los distintos gobiernos para combatir la discriminación, celebrar la diversidad y lograr que  "Argentina sea un país cada vez más inclusivo".